# Паметник на Иван Вазов (Варна)
Паметникът на Иван Вазов се намира в Mорската градина във Варна между Морското казино и каменния мост. Това е единият от двата паметника на Иван Вазов, създадени, докато е още жив.

## История
Средствата за паметника са събрани от учителите и учениците на варненските училища. На 19 септември 1920 г. паметникът е посрещнат на гарата от общинския инженер Георги Бърнев. След това е натоварен на каруци и откаран до Морската градина и монтиран в тревната площ северно от градското казино с лице към морето. На 24 октомври 1920 г. започва всенародното честване на творческия юбилей на Иван Вазов. При откриването е отслужен тържествен молебен за здраве от митрополит Симеон в съслужие с четирима свещеници, след него реч произнеся учителят от Девическата гимназия Илия Венов.

## Описание
Паметникът е изработен от скулптора Андрей Николов. Бюстът има височина 0,85 m и е поставен върху колона с височина 1,25 m. Колоната стъпва върху квадратна база с височина 30 cm, общата височина на паметника е 2,45 m. На лицевата му страна, в горната част е написано с печатни главни букви: „На Ив. Вазовъ по случай 50 годишниятъ му юбилей 24.Х.1920“. Долу, в основата на колоната е написано: „Отъ комитета „Българско Възраждане“ и почитателите му – Варна“. В средата на постамента е гравирано с главни печатни букви четиристишието: „Отъ ранните си младини живехъ, За мен си не, а за народа. От ранните си младини запехъ За родина и за свобода.“